# Festuca ampla
Festuca ampla é uma espécie de planta com flor pertencente à família Poaceae. 
A autoridade científica da espécie é Hack., tendo sido publicada em Catalogue Raisonné des Graminées de Portugal 26. 1880.

## Portugal
Trata-se de uma espécie presente no território português, nomeadamente os seguintes táxones infraespecíficos:
- Festuca ampla subsp. ampla - presente em Portugal Continental. Em termos de naturalidade é nativa da região atrás referida. Não se encontra protegida por legislação portuguesa ou da Comunidade Europeia.
- Festuca ampla subsp. transtagana - presente em Portugal Continental. Em termos de naturalidade é endémica da Península Ibérica. Não se encontra protegida por legislação portuguesa ou da Comunidade Europeia.